# Antigono II Gonata
Antigono II Gonata (in greco antico: Ἀντίγονος Γονατᾶς?, Antìgonos Gonatàs; Gonnoi, 319 a.C. – 239 a.C.) figlio di Demetrio I Poliorcete, regnò sulla Macedonia dal 276 a.C. alla morte, con una breve interruzione nel 274-273 a.C.

## Biografia

### Famiglia

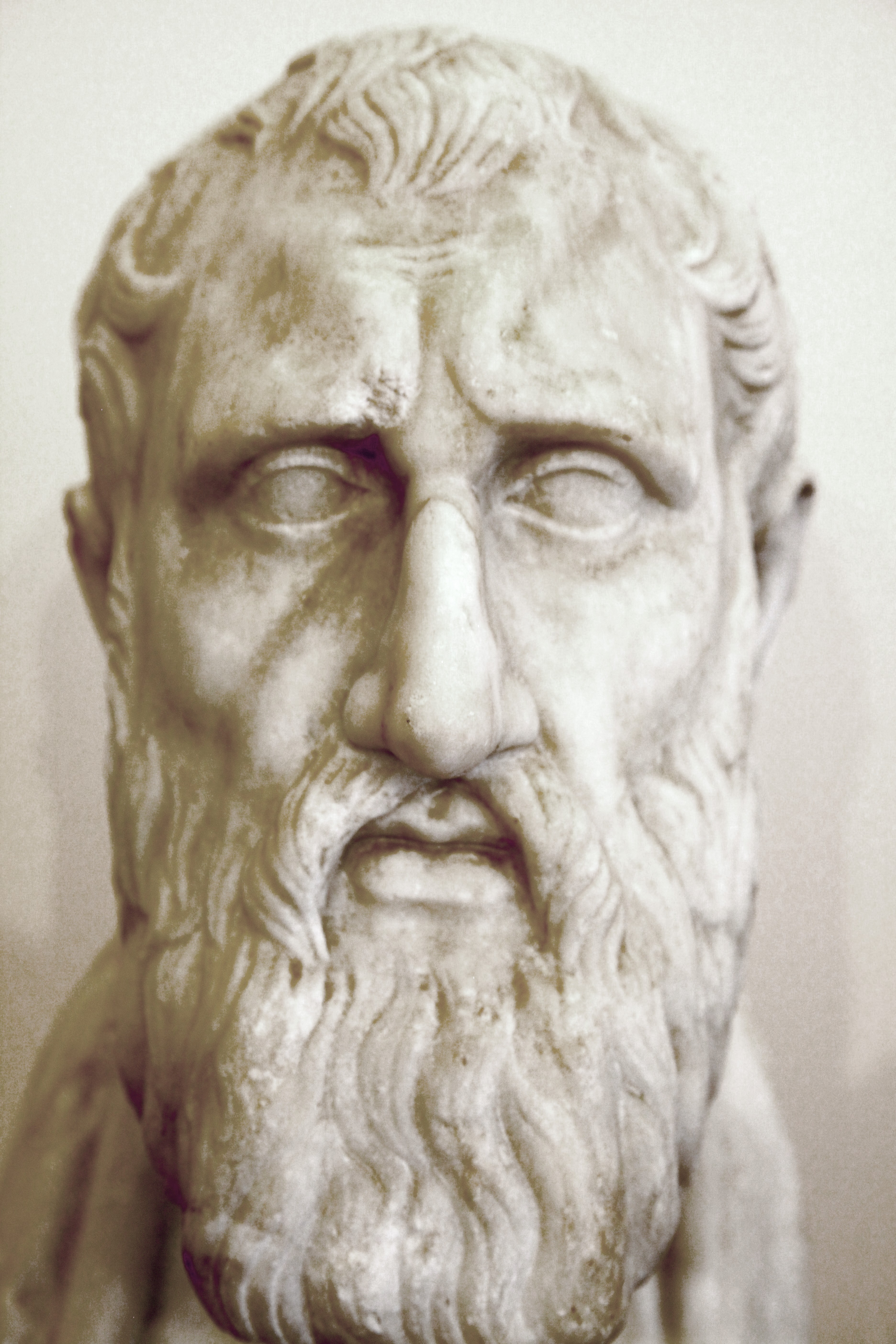
Busto di Zenone di Cizio (Museo archeologico nazionale di Napoli)

Secondo Porfirio, Antigono Gonata nacque a Gonnoi in Tessaglia, donde il soprannome "Gonata"; quest'ultimo tuttavia derivava verosimilmente da una piastra di ferro utilizzata a protezione del ginocchio (in greco antico: γόνυ, gonu, genitivo γόνατος, gonatos). Antigono discendeva da alcuni fra i più potenti diadochi: suo padre Demetrio Poliorcete era infatti figlio di Antigono I Monoftalmo, il quale aveva retto gran parte dell'Asia; sua madre Fila era figlia di Antipatro, il diadoco che resse la Macedonia e la Grecia e fu riconosciuto come reggente dell'Impero macedone dopo la morte di Alessandro Magno (323 a.C.).
Secondo William Tarn, Antigono Gonata era freddo, astuto e intelligente, un uomo che aveva preso dalla madre, la vera figlia di Antipatro. Il nonno materno Antipatro morì l'anno in cui nacque Antigono Gonata (319 a.C.) e questa morte scatenò ulteriori lotte fra i diodochi per l'acquisto di territori e potere. Il nonno paterno Antigono Monoftalmo fu sconfitto e ucciso nella battaglia di Ipso nel 301 a.C. e il territorio da lui controllato fu diviso tra i suoi nemici (Cassandro I, Lisimaco, Seleuco I e Tolomeo I); Demetrio Poliorcete riuscì però a salvare il suo esercito dalla sconfitta di Ipso con una ritirata.

### Giovinezza
Secondo Burn, «metodico ed efficiente, (Antigono Gonata) fu uno dei personaggi più nobili della sua epoca». Antigono venne educato in parte ad Atene dove divenne allievo di Zenone di Cizio, il filosofo fondatore dello stoicismo. Antigono rimase legato a Zenone e, una volta re, nel 276 a.C., lo invitò alla sua corte a Pella in Macedonia. Il filosofo però non venne, ma inviò due dei suoi seguaci: Perseo di Cizio e Filonide di Tebe. Perseo, che scrisse anche un trattato sul potere sovrano (Περὶ βασιλείας, Perì Basilèias) dopo essere stato il mentore del primogenito di Antigono, Alcioneo, fu nominato da Antigono arconte di Corinto nel 244 a.C.. Il destino di Antigono Gonata, che all'epoca della battaglia di Ipso aveva 18 anni, fu determinato dal padre Demetrio, il quale, dovendo combattere anche sul versante asiatico, nominò Antigono suo reggente con l'incarico mantenere l'egemonia macedone in Grecia.

### Generale di Demetrio Poliorcete

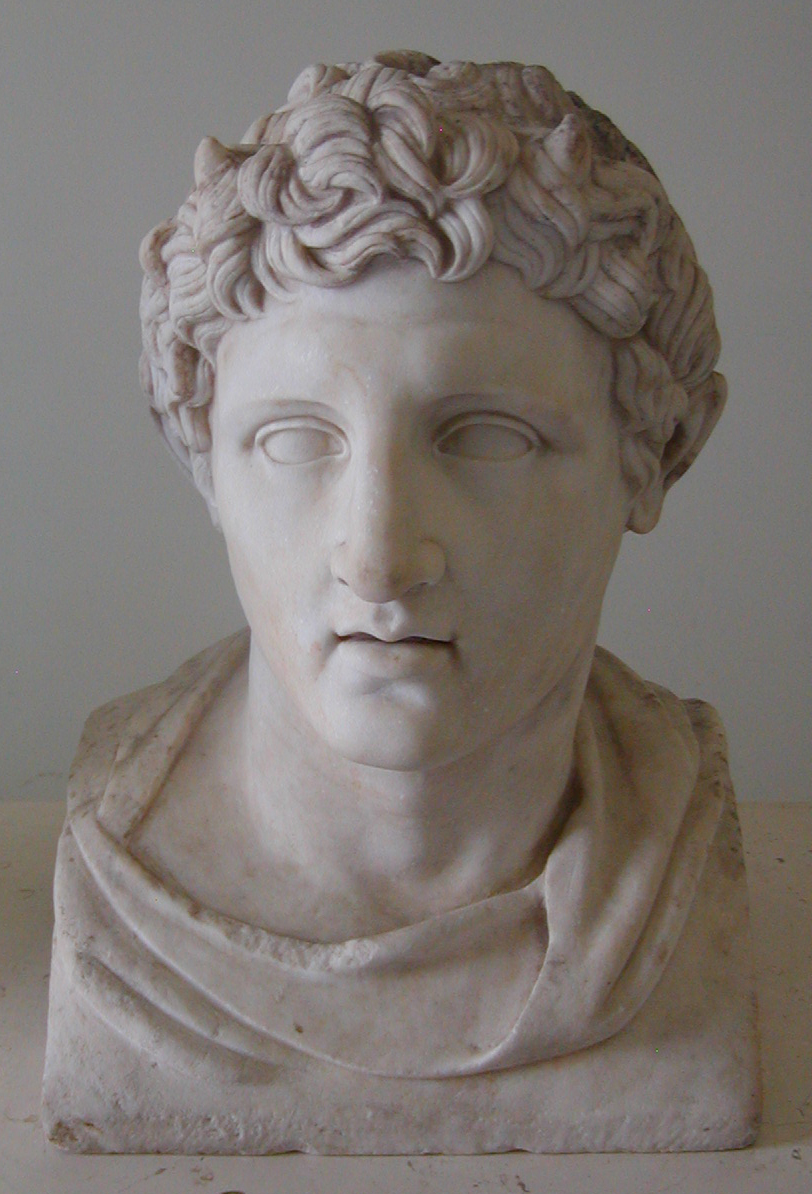
Busto di Demetrio Poliorcete (Museo archeologico nazionale di Napoli)

La gelosia tra i vincitori di Ipso permise infatti a Demetrio di recuperare parte del potere che suo padre aveva perso: riconquistò Atene e gran parte della Grecia e nel 294 a.C. strappò il trono di Macedonia ad Alessandro, figlio di Cassandro I. Poiché Antigono Gonata era nipote sia di Monoftalmo che di Antipatro e di Cassandro, la sua presenza contribuì a far accettare il regno di Demetrio Poliorcete ai sostenitori di questi ex re. Nel 292 a.C., mentre stava effettuando una campagna in Beozia, Demetrio ricevette la notizia che Lisimaco, re della Tracia e nemico di suo padre, era stato fatto prigioniero da Dromichete, capo dei Geti. Sperando di ottenere i territori di Lisimaco in Tracia e in Asia, Demetrio delegò ad Antigono Gonata il comando delle forze in Beozia e subito marciò verso nord.
Quando Demetrio si allontanò, gli abitanti della Beozia iniziarono una rivolta, ma furono sconfitti da Antigono che li bloccò a Tebe, che venne stretta d'assedio, e venne presa l'anno successivo da Demetrio Poliorcete grazie alle sue macchine da guerra. Ma il controllo della Macedonia e della Grecia era considerato da Demetrio il trampolino di lancio per la riconquista dell'impero macedone; i preparativi su grande scala, quali la costruzione di una imponente flotta, allarmarono gli altri re (Seleuco I, Tolomeo I, Lisimaco e Pirro) i quali nel 288 a.C. formarono una coalizione anti-Demetrio. Per evitare di cadere in mano a Pirro, Fila, la madre di Antigono, si uccise nel 287 a.C., mentre due anni dopo, Demetrio si arrese a Seleuco, il quale lo risparmiò e lo tenne prigioniero fino alla morte (283 a.C.). Per salvare il padre, Antigono si offrì a Seleuco come ostaggio in suo luogo, ma Seleuco rifiutò.

### Re di Macedonia

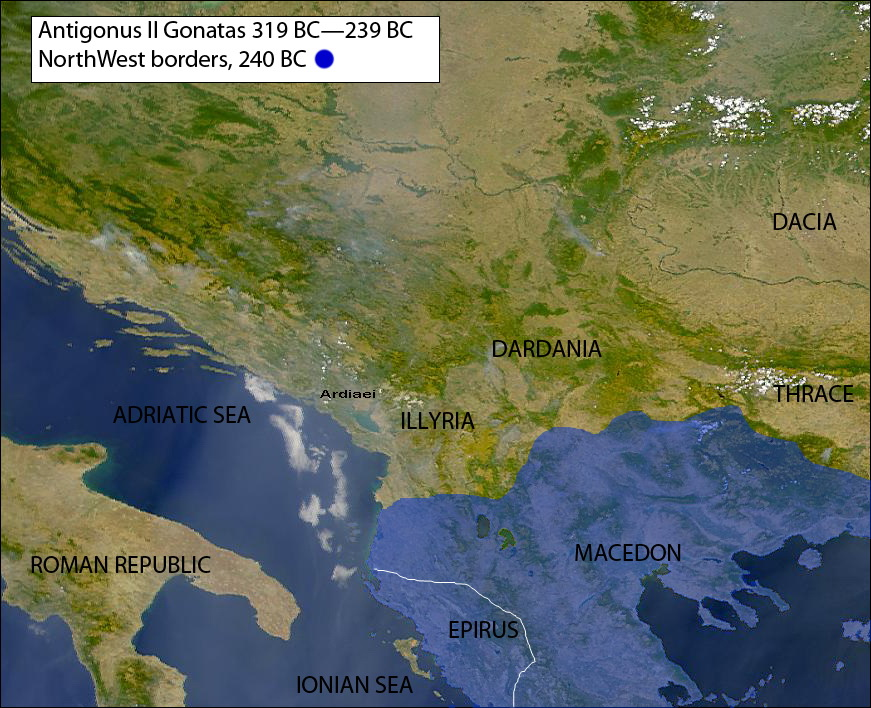
Territori nord-occidentali del regno di Macedonia attorno al 240 a.C.

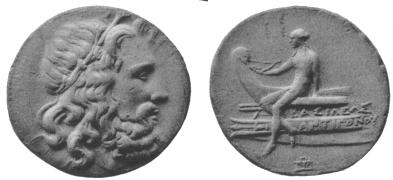
Moneta di Antigono II Gonata. L'iscrizione in lingua greca "ΒΑΣΙΛΕΩΣ ΑΝΤΙΓΟΝΟΥ" significa: "Di re Antigono".

In seguito Seleuco sconfisse Lisimaco a Corupedio (281 a.C.) e quindi divenne anche re di Macedonia; ma poco dopo fu assassinato da Tolomeo Cerauno il quale riuscì a far proprio il trono di Macedonia sposando la sorellastra Arsinoe II, vedova di Lisimaco. Poco tempo dopo, però, anche Tolomeo Cerauno fu ucciso in combattimento, mentre cercava di fermare un'invasione di Celti (279 a.C.). Antigono Gonata li fermò a Lisimachia, dimostrando la necessità di uno stato forte a nord della Grecia per la comune difesa dai Celti. Ciò gli permise di salire al trono di Macedonia, riconosciuto pacificamente dal sovrano di Egitto Tolomeo Filadelfo e dal sovrano seleucide Antioco I. L'alleanza fra Antioco e Antigono fu suggellata inoltre dal matrimonio di Antigono con Fila, sorella di Antioco. 
Nel 274 a.C., Antigono affrontò l'invasione della Macedonia da parte del re dell'Epiro Pirro (reduce dalla sconfitta a Benevento nell'anno prima con i Romani), e lo respinse con i suoi alleati spartani ad Argo, dove l'epirota morì in battaglia (272 a.C.). Una volta respinti gli epiroti, Antigono cercò poi di riconquistare la supremazia sul Mar Egeo che era stata dei suoi antenati; dovette però scontrarsi con il re egiziano Tolomeo II, che per contrastare le sue mire si alleò con il re spartano Areo I, con Atene e con alcuni stati peloponnesiaci (266 a.C.). La guerra (detta cremonidea dal nome del capo democratico ateniese Cremonide) fu vinta da Antigono che mantenne anche Corinto, nonostante l'assedio operato dagli spartani durante il quale morì il loro re Areo I; Antigono espugnò Atene, che venne occupata nel 261 a.C. da una guarnigione macedone. 
Negli ultimi anni del suo regno, Antigono fu costretto a limitare la crescente potenza della lega etolica nella Grecia centrale e di quella achea nel Peloponneso. Nel 243 a.C., gli Achei, controllati da Arato di Sicione, liberarono Corinto dal dominio macedone, scacciandoli dal Peloponneso. 
Antigono morì nel 239 a.C., dopo aver donato alla Macedonia un periodo di grande prosperità.

## Ascendenza
|                       |           |            | Genitori |  |  | Nonni                 |  |  | Bisnonni |  |
|                       |           |            |          |  |  | Antigono I Monoftalmo |  |  | Filippo  |  |
|                       |           |            |          |  |  | Antigono I Monoftalmo |  |  | Filippo  |  |
|                       |           | …          |          |  |  | Antigono I Monoftalmo |  |  |          |  |
| Demetrio I Poliorcete |           |            |          |  |  | Antigono I Monoftalmo |  |  |          |  |
|                       |           | Stratonice | Correo   |  |  |                       |  |  |          |  |
|                       |           | Stratonice | Correo   |  |  |                       |  |  |          |  |
|                       |           | Stratonice | …        |  |  |                       |  |  |          |  |
| Antigono II Gonata    |           | Stratonice |          |  |  |                       |  |  |          |  |
|                       | Antipatro | …          |          |  |  |                       |  |  |          |  |
|                       | Antipatro | …          |          |  |  |                       |  |  |          |  |
|                       | Antipatro | …          |          |  |  |                       |  |  |          |  |
| Fila                  | Antipatro |            |          |  |  |                       |  |  |          |  |
|                       |           | …          | …        |  |  |                       |  |  |          |  |
|                       |           | …          | …        |  |  |                       |  |  |          |  |
|                       |           | …          | …        |  |  |                       |  |  |          |  |
|                       |           | …          |          |  |  |                       |  |  |          |  |